# 莉迪亞·維拉-科馬羅夫
莉迪亞·維拉-科馬羅夫（英語：Lydia Villa-Komaroff, 1947年8月7日—）是一位美國女分子及細胞生物學家、大學行政人員及商人。她是美國第三位獲得科學博士學位的墨西哥裔美國人。科馬羅夫同時是“墨西哥裔、混血兒及美國土著人士科學促進會（SACNAS）”的共同創辦人。科馬羅夫最備受觸目的研究成果是她和她的團隊在1978年發現了利用細菌細胞合成胰島素的方法。這是她博士後研究的一部分。

## 早年生活
科馬羅夫生於1947年8月7日，在新墨西哥聖塔菲長大。她在家中六子排行最大。她父親約翰是名老師兼音樂家，而她母親德魯塞拉是一位社工。早在她9歲的時候，受到她舅舅（一名化學家）的影響，科馬羅夫就立志長大後也要當一名科學家。

## 科研成就
當她完成了利用細菌合成哺乳動物胰島素這標誌性的研究，科馬羅夫致力把當時剛發展成熟的重組DNA技術應用在不同領域上，務求解決這些領域一些困擾多時的根本性問題。她積極和神經科學家、發育生物學家、內分泌學家和細胞生物學家合作，並做出了幾項重要貢獻。
科馬羅夫的實驗室發現了數種對初生動物的視覺發育起到關鍵作用的蛋白。在這以前，科學家已知道在完全黑暗環境成長的貓，視覺發展會變得遲緩。但是當這些貓接受短暫的光照，其視覺發展又會一下子恢復正常。科馬羅夫的團隊證實，一小時的光照便能誘導某幾種蛋白的表達量瞬間提升數倍之多，而這些蛋白在視覺發展過程扮演重要角色。這是首項聯繫環境因子（光）和視覺發育過程的研究。此外，科馬羅夫的團隊率先發表有關Gap-43 蛋白對神經元的轴突生長必不可少的相關證據。
在科馬羅夫指導的博士後研究員布魯斯·揚克納的協作下，他們共同發現了β-類澱粉蛋白可導致神經元損傷。在這項研究之前，學者們並不肯定β-類澱粉蛋白是神經元損傷的副產物抑或是損傷的元兇。他們的研究證實β-類澱粉蛋白前體的某段碎片能把神經元置於死地。這項關鍵的研究催生了一個全新和活躍的領域，就是探索如何透過摧毀或修飾β-類澱粉蛋白來治療阿茲海默症。

## 延伸閱讀
- 科馬羅夫的訪談影片，內容包括為何她要當一位科學家，以及為何她認為人們應該學習科學。